# Карлуковски манастир
Карлу̀ковският манастѝр е разположен на около 1,5 km от Карлуково, северно от река Искър. От манастира е запазена само старата църква „Успение Богородично“.

## История
Не са открити данни за създаването на Карлуковския манастир. Манастирът е разграбен и разрушен за първи път през 15 век. Възобновен е в края на 16 – началото на 17 век, но не след дълго отново е разрушен и запустява. През 1834 г. манастирът е възстановен със средства на пловдивския чорбаджия Стоян Чалъков, който имал имоти в този край. Разрушен е за пореден път при отстъплението на османските войски през Руско-турската война от 1877 – 1878 г..

## Църкви
„Успение Богородично“
Оцелялата през вековете манастирска църква „Успение Богородично“ е полуцилиндрично засводена, едноапсидна, с притвор. На източната ѝ стена има по-късен надпис (препис на оригиналния), който съобщава за изписването на храма през 1602 г. със средства на ктитора йеромонах Агапий. Стенописите покриват всички стени и свода на наоса и притвора.
Декоративната система е обичайна за 16 – 17 век. Поради малките размери на църквата, богородичният и евангелският цикъл са в по-съкратен вид, отколкото в много от съвремените ѝ църкви, посветени на Богородица. Липсва обичайната сцена „Успение Богородично“, която се изписва в наоса – точно срещу изхода; на това място е изписана сцената „Разпятие Христово“. Стилът на стенописите (един пласт), работени от трима зографи, се отличава с черти, присъщи за източнохристиянското изкуство от тази епоха: сухото графично, но обемно третиране на формите, тъмната тоналност на колорита, пространственото решение на архитектурния и природния пейзаж, засилването на реалистичните тенденции („Разпятието“, „Премъдростта на Йоан Златоуст“ и други), повишената декоративност в общата система, в отделните сцени, образи и детайли. Най-голяма живост и реалистина убедителност на образа има в ктиторския портрет на Агапий (на западната стена на притвора, непосредствено вдясно от входната врата).
В църквата се пази ценен дърворезбован иконостас, съставен от части, правени през 17, 18 и 19 век.
Големите иконостасни икони са рисувани от Димитър Зограф.
Скални църкви
На десния бряг на река Искър, срещу Карлуковския манастир, е скалната църква „Света Марина“. Стенописите ѝ са фрагментарно запазени. Според стиловите и иконографските особености те се датират от 14 век. По художествена концепция, похвати и техника на изпълнението те са много близки до стенописите от скалните църкви при село Иваново, община Иваново, област Русе, които принадлежат към Търновската художствена школа. Запазеният ктиторски портрет на болярина Рутеш със съпругата и сина му се отличава с реализъм на образите и документална точност на облеклата. Стенописите са направени от първокласен майстор.
На около 5 – 6 км северозападно от гара Карлуково е скалната църква „Свети Глигора“ („Свети Никола“), в която фрагментарно са запазени два слоя стенописи, датирани според стиловите и иконографските данни от ХІV и ХVІІ век.